# チョン・ソミ
チョン・ソミ（英: JEON SOMI、朝: 전소미、漢: 全昭彌、2001年3月9日 - ）は、カナダ出身の大韓民国の歌手で、期間限定女性アイドルグループI.O.Iの元メンバー。THE BLACK LABEL所属。英語名はエニック・ソミ・ドウマ（英: Ennik Somi Douma）。

## 来歴
2001年3月9日、カナダのオンタリオ州に生まれ、生後6か月で韓国へ移住。その後、JYPエンターテインメントへ練習生として入所。
2015年5月から7月まで、ガールズグループ「TWICE」が誕生したMnetの公開オーディション番組『SIXTEEN』に出演するも、脱落。
2016年1月から4月まで、Mnetの公開オーディション番組『PRODUCE 101』に出演し、最終順位1位で合格。5月4日、期間限定ガールズグループ「I.O.I」としてデビューし、翌年1月31日の解散まで活動。
2017年2月10日から5月19日まで、KBS 2TVのバラエティ番組『お姉さんたちのスラムダンク2』に出演し、番組内でユニット「Unnies (オンニス) 」を結成。5月29日から7月3日までは、KBSのバラエティ番組『アイドルドラマ工作団』とウェブドラマ『花道だけ歩こう』に出演し、番組内でユニット「隣の家の少女」を結成。
2018年春まで、イェジ、リア、リュジン、チェリョンと共に、ガールズグループ「ITZY」でデビューの予定だったものの、同年8月20日にJYPエンターテインメントとの単独契約解除を発表。同年9月24日には、YGエンターテインメント傘下のTHE BLACK LABELとの専属契約を発表。
2019年6月13日、1stデジタルシングル「BIRTHDAY」をリリースし、ソロデビュー。
2020年7月22日、2ndデジタルシングル「What You Waiting For」をリリース。同年8月6日にはM COUNTDOWNの放送で、初の音楽番組1位を獲得。
2021年8月2日、3rdデジタルシングル「DUMB DUMB」をリリース。
2021年10月29日、1stフルアルバム「XOXO」をリリース。
2023年8月7日、1stEPアルバム「GAME PLAN」をリリース。
同年12月12日、4thデジタルシングル「Ex-Mas」をリリース。
2024年8月2日、サマースペシャルシングル「Ice Cream」をリリース。
2025年7月7日、5thデジタルシングル「EXTRA」をリリース。
同年8月11日、2ndEPアルバム「Chaotic & Confused」をリリース。

## 人物
172cm、46.6kg。血液型はO型。家族構成はオランダ系カナダ人の父親、韓国人の母、妹の4人。オランダ、カナダ、韓国の多重国籍者である。
小学校低学年の頃に容姿をからかわれる差別を受け、父親に顔の整形手術と毛髪の染色を訴えた過去がある。
父親がテコンドー師範であることから、自身もテコンドーを8年間習っており、黒帯三段を保持している。インターナショナルスクール入学後には、父親の勧めでテコンドー部のある小学校に転校している。

## 作品

### ソロ

#### デジタルシングル
| No. | タイトル                             | 収録曲                                  |
| --- | ------------------------------------ | --------------------------------------- |
| 1st | BIRTHDAY (2019年6月13日)             | 1. Outta My Head (어질어질) 2. BIRTHDAY |
| 2nd | What You Waiting For (2020年7月22日) | 1. What You Waiting For                 |
| 3rd | DUMB DUMB (2021年8月2日)             | 1. DUMB DUMB                            |
| 4th | Ex-Mas (2023年12月12日)              | 1. Ex-Mas                               |
| 5th | EXTRA (2025年7月7日)                 | 1. EXTRA                                |

#### サマースペシャルシングル
| No. | タイトル                 | 収録曲       |
| --- | ------------------------ | ------------ |
| 1st | Ice Cream (2024年8月2日) | 1. Ice Cream |

#### フルアルバム
| No. | タイトル                | 収録曲 |
| --- | ----------------------- | --- |
| 1st | XOXO （2021年10月29日） | 1. DUMB DUMB 2. XOXO 3. Don't Let Me Go (Feat. GIRIBOY) 4. Anymore 5. Watermelon 6. Birthday 7. What You Waiting For 8. 어질어질 (Outta My Head) |

#### EP
| No. | タイトル                             | 収録曲                                                          |
| --- | ------------------------------------ | --------------------------------------------------------------- |
| 1st | GAME PLAN （2023年8月7日）           | 1. 금금금 2. Fast Forward 3. 개별로 4. 자두 (Pisces) 5. The Way |
| 2nd | Chaotic & Confused （2025年8月11日） | 1. Escapade 2. EXTRA 3. Chaotic & Confused 4. CLOSER 5. DELU    |

#### ミュージックビデオ
| 年     | MV                              | Choreography Video |
| ------ | ------------------------------- | ------------------ |
| 2019年 | - BIRTHDAY                      | - BIRTHDAY         |
| 2020年 | - What You Waiting For          |                    |
| 2021年 | - DUMB DUMB - XOXO - Anymore    | - DUMB DUMB - XOXO |
| 2023年 | - Fast Forward - Gold Gold Gold | - Fast Forward     |
| 2024年 | - Ice Cream                     | - Ice Cream        |
| 2025年 | - EXTRA - CLOSER                | - EXTRA - CLOSER   |

### グループ
- Unnies「맞지? (Right?)」（2017年5月12日）

- 隣の家の少女「어이 (from Crayon Pop)」（2017年）
- 隣の家の少女「Deep Blue Eyes」（2017年） - KBSバラエティ『アイドルドラマ工作団』OST

### コラボレーション
- Eric Nam X SOMI「유후 (You, Who?)」（2017年3月9日）
- Jun. K ft. SOMI「From November To February (11월부터 2월까지)」（2017年11月20日）

## 出演

### 映画
- 国際市場で逢いましょう（2014年） - 主人公の妹の長女 役

### テレビ番組
- SIXTEEN（2015年5月5日 - 7月7日、Mnet）
- PRODUCE 101（2016年1月22日 - 4月1日、Mnet）

- THE SHOW（2016年10月11日 - 2017年4月25日、SBS MTV） - MC ※ウシン（UP10TION、X1）とW司会

- お姉さんたちのスラムダンク2（2017年2月10日 - 5月19日、KBS 2TV）
- アイドルドラマ工作団（2017年5月29日 - 6月25日、KBS）[3]

### ウェブドラマ
- 花道だけ歩こう（2017年6月26日 - 7月3日、KBS、NAVER TV、V LIVE）[3]

### ウェブ番組
- Follow Somi（2019年6月17日 - 7月9日、DINGO MUSIC）[19]

### ミュージックビデオ
- GOT7「Stop stop it (하지하지마)」（2014年11月17日、JYP Entertainment）
- UP10TION「White Night (하얗게 불태웠어)」（2016年11月21日、1theK）
- Eric Nam X SOMI「유후 (You, Who?)」（2017年3月9日、Stone Music Entertainment）

### DVD
- グローバルマインド&英語教育DVD「GEE（Global Etiquette and Education）」（2011年）

GEE Episode 2 - Personal Space - YouTube

### 広告
- BNHコスメティック「Giverny」（2018年 - ）[20]
- Alba Heaven（2019年 - ）[21]
- ABCマート「NUOVO」（2019年 - ）[22]
- サムスン物産「Beanpole Sport」（2019年 - ）[23]
- コカ・コーラ「ファンタ」（2019年 - ）[24]
- 資生堂コリア（2019年 - ） - アンバサダー[25]